# Campeonato Mundial de Natação em Piscina Curta de 2014 - 200 m costas masculino
A prova dos 200 metros nado costas masculino do Campeonato Mundial de Natação em Piscina Curta de 2014 foi disputado em 7 de dezembro no Centro Aquático Aspire Sports Complex em Doha.

## Recordes
Antes desta competição, os recordes mundiais e do campeonato nesta prova eram os seguintes:
|    | Nome              | Nacionalidade  | Tempo   | Local  | Data                   |
| -- | ----------------- | -------------- | ------- | ------ | ---------------------- |
| WR | Arkady Vyatchanin | Rússia         | 1:46.11 | Berlim | 15 de novembro de 2009 |
| CR | Ryan Lochte       | Estados Unidos | 1:46.68 | Dubai  | 19 de dezembro de 2010 |

## Medalhistas
| Ouro                   | Prata             | Bronze             |
| Radosław Kawęcki (POL) | Ryan Lochte (USA) | Mitch Larkin (AUS) |

## Resultados

### Eliminatórias
As eliminatórias ocorreram dia 7 de dezembro.  
| Colocação | Bateria | Raia | Nome                 | Nacionalidade          | Tempo   | Notas |
| --------- | ------- | ---- | -------------------- | ---------------------- | ------- | ----- |
| 1         | 5       | 5    | Ryosuke Irie         | Japão                  | 1:49.57 | Q, AS |
| 2         | 6       | 3    | Tyler Clary          | Estados Unidos         | 1:50.05 | Q     |
| 3         | 6       | 0    | Ryan Lochte          | Estados Unidos         | 1:50.35 | Q     |
| 4         | 5       | 2    | David Gamburg        | Israel                 | 1:50.83 | Q     |
| 4         | 6       | 4    | Yuki Shirai          | Japão                  | 1:50.83 | Q     |
| 6         | 7       | 4    | Mitch Larkin         | Austrália              | 1:51.11 | Q     |
| 7         | 6       | 8    | Omar Pinzón          | Colômbia               | 1:51.29 | Q, SA |
| 8         | 7       | 6    | Radosław Kawęcki     | Polónia                | 1:51.44 | Q     |
| 9         | 5       | 3    | Danas Rapšys         | Lituânia               | 1:51.59 |       |
| 10        | 7       | 3    | Yakov Toumarkin      | Israel                 | 1:51.86 |       |
| 11        | 5       | 4    | Christian Diener     | Alemanha               | 1:51.89 |       |
| 12        | 6       | 5    | Péter Bernek         | Hungria                | 1:52.70 |       |
| 13        | 7       | 7    | Russell Wood         | Canadá                 | 1:53.49 |       |
| 14        | 5       | 7    | Gábor Balog          | Hungria                | 1:53.54 |       |
| 15        | 6       | 6    | Lukas Rauftlin       | Suíça                  | 1:53.68 |       |
| 16        | 5       | 0    | Henrique Rodrigues   | Brasil                 | 1:54.05 |       |
| 17        | 5       | 8    | Ricky Ellis          | África do Sul          | 1:54.22 |       |
| 18        | 6       | 7    | Federico Turrini     | Itália                 | 1:54.47 |       |
| 19        | 5       | 9    | Apostolos Christou   | Grécia                 | 1:54.70 |       |
| 20        | 6       | 1    | Simone Sabbioni      | Itália                 | 1:54.80 |       |
| 21        | 4       | 5    | Robert Glinta        | Roménia                | 1:55.32 |       |
| 22        | 7       | 8    | David Kunčar         | Chéquia                | 1:55.69 |       |
| 23        | 4       | 6    | Lavrans Solli        | Noruega                | 1:56.01 |       |
| 24        | 5       | 6    | Fernando Santos      | Brasil                 | 1:56.23 |       |
| 25        | 7       | 1    | Martin Zhelev        | Bulgária               | 1:56.37 |       |
| 26        | 7       | 2    | Marko Krce Rabar     | Croácia                | 1:56.73 |       |
| 27        | 5       | 1    | Roman Dmytrijev      | Chéquia                | 1:58.04 |       |
| 28        | 4       | 8    | Jeremy Desplanches   | Suíça                  | 1:58.54 |       |
| 29        | 3       | 6    | Boris Kirillov       | Azerbaijão             | 1:58.74 |       |
| 30        | 7       | 0    | Stephanus Coetzer    | África do Sul          | 1:58.97 |       |
| 31        | 3       | 1    | Ryan Pini            | Papua-Nova Guiné       | 1:59.37 |       |
| 32        | 4       | 2    | Lau Shiu Yue         | Hong Kong              | 1:59.77 |       |
| 33        | 4       | 9    | David Adalsteinsson  | Islândia               | 2:00.07 |       |
| 34        | 4       | 1    | Lin Shih-chieh       | Taipé Chinesa          | 2:00.52 |       |
| 35        | 6       | 9    | Matias López         | Paraguai               | 2:01.39 |       |
| 36        | 4       | 7    | Armando Barrera      | Cuba                   | 2:01.46 |       |
| 37        | 3       | 7    | Grigorii Kalminskiy  | Azerbaijão             | 2:02.17 |       |
| 38        | 4       | 0    | Daniil Bukin         | Uzbequistão            | 2:02.29 |       |
| 39        | 3       | 2    | Andres Olvera        | México                 | 2:02.37 |       |
| 40        | 4       | 4    | Kristinn Þórarinsson | Islândia               | 2:03.17 |       |
| 41        | 3       | 4    | Gorazd Chepishevski  | Macedônia do Norte     | 2:03.28 |       |
| 42        | 3       | 8    | Jamal Chavoshifar    | Irão                   | 2:03.39 |       |
| 43        | 3       | 3    | Driss Lahrichi       | Marrocos               | 2:03.50 |       |
| 44        | 3       | 5    | Lushano Lamprecht    | Namíbia                | 2:03.65 |       |
| 45        | 2       | 3    | Rodrigo Suriano      | El Salvador            | 2:04.58 |       |
| 46        | 7       | 9    | Jiang Tiansheng      | China                  | 2:07.40 |       |
| 47        | 4       | 3    | Xiao Lei             | China                  | 2:07.47 |       |
| 48        | 3       | 9    | Yaaqoub Al-Saadi     | Emirados Árabes Unidos | 2:08.86 |       |
| 49        | 2       | 5    | Soroush Ghandchi     | Irão                   | 2:09.41 |       |
| 50        | 2       | 6    | Maroun Waked         | Líbano                 | 2:10.09 |       |
| 51        | 3       | 0    | Patrick Groters      | Aruba                  | 2:10.89 |       |
| 52        | 2       | 2    | Cristian Santi       | San Marino             | 2:11.24 |       |
| 53        | 2       | 4    | Noah Al-Khulaifi     | Catar                  | 2:14.81 |       |
| 54        | 1       | 4    | Nathan Nades         | Papua-Nova Guiné       | 2:21.98 |       |
| 55        | 2       | 7    | Dean Hoffman         | Seicheles              | 2:24.88 |       |
| 56        | 2       | 1    | Temaruata Strickland | Ilhas Cook             | 2:25.03 |       |
| 57        | 2       | 8    | Aleksander Ngresi    | Albânia                | 2:26.02 |       |
| 58        | 1       | 5    | Htut Ahnt Khaung     | Myanmar                | 2:29.68 |       |
| 59        | 1       | 3    | Tanner Poppe         | Guam                   | 2:40.53 |       |
| —         | 6       | 2    | Travis Mahoney       | Austrália              |         | DNS   |
| —         | 7       | 5    | Benjamin Stasiulis   | França                 |         | DNS   |

### Final
A final teve sua disputa realizada em 7 de dezembro. 
| Colocação         | Raia | Nome             | Nacionalidade  | Tempo   | Notas |
| ----------------- | ---- | ---------------- | -------------- | ------- | ----- |
| Medalha de ouro   | 8    | Radosław Kawęcki | Polónia        | 1:47.38 |       |
| Medalha de prata  | 3    | Ryan Lochte      | Estados Unidos | 1:48.20 |       |
| Medalha de bronze | 7    | Mitch Larkin     | Austrália      | 1:48.35 |       |
| 4                 | 4    | Ryosuke Irie     | Japão          | 1:48.77 | AS    |
| 5                 | 5    | Tyler Clary      | Estados Unidos | 1:49.87 |       |
| 6                 | 1    | Omar Pinzón      | Colômbia       | 1:50.88 | SA    |
| 7                 | 2    | Yuki Shirai      | Japão          | 1:51.67 |       |
| 8                 | 6    | David Gamburg    | Israel         | 1:52.24 |       |

Legenda
| Recorde mundial       | Recorde mundial (World record)               |                       | Recorde africano                      | Recorde africano (African) |                                           | Q | Classificado por posição (Qualified) |
| Recorde do campeonato | Recorde do campeonato (Championship record)  | Recorde da América    | Recorde da América (Americas)         | q                          | Classificado por melhor tempo (Qualified) |   |                                      |
| Melhor marca do ano   | Melhor marca do ano (World leading)          | Recorde asiático      | Recorde asiático (Asian)              | DNS                        | Não largou (Did not start)                |   |                                      |
| Recorde nacional      | Recorde nacional (National record)           | Recorde europeu       | Recorde europeu (European)            | DNF                        | Não terminou (Did not finish)             |   |                                      |
| Recorde pessoal       | Recorde pessoal do atleta (Personal best)    | Recorde da Oceania    | Recorde da Oceania (Oceania)          | DSQ / DQ                   | Desclassificado (Disqualified)            |   |                                      |
| Recorde da temporada  | Recorde da temporada do atleta (Season best) | Recorde sul-americano | Recorde sul-americano (South America) | NM                         | Sem marca (No mark)                       |   |                                      |